# Llista de topònims de Roda de Berà
Llista de topònims (noms propis de lloc) del municipi de Roda de Berà, al Tarragonès
Informació actualitzada per un bot. Els canvis manuals es perdran quan s'actualitzi!

## cabana
| imatge | Nom                  | Ubicat a     | instància de | Detalls | coordenades                                                         | Protecció | Commons (més fotos) | Dades a WD                    |
| ------ | -------------------- | ------------ | ------------ | ------- | ------------------------------------------------------------------- | --------- | ------------------- | ----------------------------- |
|        | corral del Gimbernau | Roda de Berà | cabana       |         | 41° 11′ 53″ N, 1° 26′ 45″ E / 41.1981388607247°N,1.44586594933953°E |           |                     | Modifica les dades a Wikidata |
|        | corral del Xicu      | Roda de Berà | cabana       |         | 41° 11′ 23″ N, 1° 28′ 18″ E / 41.1898116990786°N,1.47179510241771°E |           |                     | Modifica les dades a Wikidata |

## casa
| imatge | Nom           | Ubicat a     | instància de | Detalls                                                             | coordenades                                                                          | Protecció                   | Commons (més fotos)      | Dades a WD                    |
| ------ | ------------- | ------------ | ------------ | ------------------------------------------------------------------- | ------------------------------------------------------------------------------------ | --------------------------- | ------------------------ | ----------------------------- |
|        | Can Guivernau | Roda de Berà | casa         | Estil: arquitectura popular noucentisme Estat: parcialment destruït | 41° 11′ 09″ N, 1° 27′ 16″ E / 41.1859°N,1.45444°E                                    | bé cultural d'interès local | Can Guivernau            | Modifica les dades a Wikidata |
|        | cal Gassó     | Roda de Berà | casa         | Estil: arquitectura barroca 17th century                            | 41° 11′ 08″ N, 1° 27′ 14″ E / 41.18563°N,1.453832°E ca:Carrer del Pou, 12-14 48 msnm | bé cultural d'interès local | Cal Gassó (Roda de Berà) | Modifica les dades a Wikidata |

## entitat singular de població
| imatge | Nom                    | Ubicat a     | instància de                                   | Detalls  | coordenades                                                      | Protecció | Commons (més fotos) | Dades a WD                    |
| ------ | ---------------------- | ------------ | ---------------------------------------------- | -------- | ---------------------------------------------------------------- | --------- | ------------------- | ----------------------------- |
|        | Baramar                | Roda de Berà | entitat singular de població                   | 560 hab  | 41° 11′ 14″ N, 1° 28′ 34″ E / 41.18719°N,1.47621°E 25 msnm       |           |                     | Modifica les dades a Wikidata |
|        | Roda de Berà           | Roda de Berà | entitat singular de població capital municipal | 3519 hab | 41° 11′ 11″ N, 1° 27′ 32″ E / 41.18645°N,1.45893°E 68 msnm       |           |                     | Modifica les dades a Wikidata |
|        | Zona Costera           | Roda de Berà | entitat singular de població                   | 2023 hab | 41° 10′ 14″ N, 1° 28′ 36″ E / 41.17043751°N,1.47656985°E 35 msnm |           |                     | Modifica les dades a Wikidata |
|        | el Francaset           | Roda de Berà | entitat singular de població                   | 553 hab  | 41° 10′ 49″ N, 1° 29′ 06″ E / 41.180334°N,1.484924°E 31 msnm     |           |                     | Modifica les dades a Wikidata |
|        | l'Eixample Residencial | Roda de Berà | entitat singular de població                   | 1249 hab | 41° 11′ 26″ N, 1° 27′ 50″ E / 41.190597°N,1.463767°E 94 msnm     |           |                     | Modifica les dades a Wikidata |
|        | la Martorella          | Roda de Berà | entitat singular de població                   | 123 hab  | 41° 11′ 27″ N, 1° 27′ 29″ E / 41.190948°N,1.458035°E 90 msnm     |           |                     | Modifica les dades a Wikidata |

## església
| imatge | Nom                           | Ubicat a     | instància de     | Detalls                                                                                                 | coordenades                                                                     | Protecció                   | Commons (més fotos)              | Dades a WD                    |
| ------ | ----------------------------- | ------------ | ---------------- | --- | ------------------------------------------------------------------------------- | --------------------------- | -------------------------------- | ----------------------------- |
|        | Mare de Déu de Berà           | Roda de Berà | església capella | Estil: arquitectura barroca                                                                             | 41° 10′ 00″ N, 1° 28′ 20″ E / 41.166763°N,1.472173°E                            | bé cultural d'interès local | Ermita de la Mare de Déu de Berà | Modifica les dades a Wikidata |
|        | Sant Bartomeu de Roda de Berà | Roda de Berà | església         | Estil: arquitectura neoclàssica                                                                         | 41° 11′ 10″ N, 1° 27′ 15″ E / 41.186165°N,1.454193°E                            | bé cultural d'interès local | Sant Bartomeu de Roda de Berà    | Modifica les dades a Wikidata |
|        | capella de Mas Carreras       | Roda de Berà | església capella | Arquitecte: Josep Maria Jujol i Gibert Estil: arquitectura modernista arquitectura barroca 19th century | 41° 10′ 26″ N, 1° 29′ 04″ E / 41.173839°N,1.484475°E ca:Carrer Mas Carreras, 15 | bé cultural d'interès local | Capella de Mas Carreras          | Modifica les dades a Wikidata |

## estació de ferrocarril
| imatge | Nom                     | Ubicat a     | instància de           | Detalls | coordenades                                                            | Protecció | Commons (més fotos) | Dades a WD                    |
| ------ | ----------------------- | ------------ | ---------------------- | ------- | ---------------------------------------------------------------------- | --------- | ------------------- | ----------------------------- |
|        | Estació de Roda de Barà | Roda de Berà | estació de ferrocarril |         | 41° 11′ 02″ N, 1° 26′ 25″ E / 41.18391666666667°N,1.4401666666666666°E |           |                     | Modifica les dades a Wikidata |
|        | Estació de Roda de Mar  | Roda de Berà | estació de ferrocarril |         | 41° 11′ 11″ N, 1° 27′ 19″ E / 41.186352777778°N,1.4553166666667°E      |           |                     | Modifica les dades a Wikidata |

## jaciment arqueològic
| imatge | Nom                   | Ubicat a     | instància de         | Detalls | coordenades                                                             | Protecció                                  | Commons (més fotos) | Dades a WD                    |
| ------ | --------------------- | ------------ | -------------------- | ------- | ----------------------------------------------------------------------- | ------------------------------------------ | ------------------- | ----------------------------- |
|        | Pedrera de l'Elies I  | Roda de Berà | jaciment arqueològic |         | 41° 11′ 24″ N, 1° 27′ 45″ E / 41.190053°N,1.46257°E                     | bé integrant del patrimoni cultural català |                     | Modifica les dades a Wikidata |
|        | Pedrera de l'Elies II | Roda de Berà | jaciment arqueològic |         | 41° 11′ 24″ N, 1° 27′ 45″ E / 41.190117°N,1.462495°E                    | bé integrant del patrimoni cultural català |                     | Modifica les dades a Wikidata |
|        | la Pedrera de l'Elies | Roda de Berà | jaciment arqueològic |         | 41° 11′ 23″ N, 1° 27′ 43″ E / 41.189822445700514°N,1.4619625570709247°E |                                            |                     | Modifica les dades a Wikidata |

## masia
| imatge | Nom               | Ubicat a     | instància de     | Detalls                     | coordenades                                                                             | Protecció                                            | Commons (més fotos)       | Dades a WD                    |
| ------ | ----------------- | ------------ | ---------------- | --------------------------- | --------------------------------------------------------------------------------------- | ---------------------------------------------------- | ------------------------- | ----------------------------- |
|        | Ca l'Elies        | Roda de Berà | masia            | Estil: arquitectura popular | 41° 11′ 06″ N, 1° 27′ 14″ E / 41.184936°N,1.45394°E                                     | bé cultural d'interès local                          | Ca l'Elies (Roda de Berà) | Modifica les dades a Wikidata |
|        | Ca l'Oliverar     | Roda de Berà | masia            |                             | 41° 11′ 06″ N, 1° 27′ 15″ E / 41.1850725918455°N,1.45416355027944°E ca:Carrer Major     |                                                      | Ca l'Oliverar             | Modifica les dades a Wikidata |
|        | Ca la Martorella  | Roda de Berà | masia            |                             | 41° 11′ 10″ N, 1° 27′ 11″ E / 41.1861197741481°N,1.4529942696905°E ca:Carrer de l'Aigua |                                                      | Ca la Martorella          | Modifica les dades a Wikidata |
|        | Cal Llorenç       | Roda de Berà | masia            |                             | 41° 11′ 59″ N, 1° 26′ 46″ E / 41.1996829929489°N,1.44615141223562°E                     |                                                      |                           | Modifica les dades a Wikidata |
|        | Cal Piles         | Roda de Berà | masia            |                             | 41° 10′ 32″ N, 1° 28′ 05″ E / 41.1754761842983°N,1.46806317127851°E                     |                                                      |                           | Modifica les dades a Wikidata |
|        | Mas Garbí         | Roda de Berà | masia            |                             | 41° 10′ 30″ N, 1° 29′ 19″ E / 41.1749897203911°N,1.48850780162528°E                     |                                                      |                           | Modifica les dades a Wikidata |
|        | Mas de Nin        | Roda de Berà | masia casa forta | Estil: arquitectura popular | 41° 11′ 00″ N, 1° 26′ 29″ E / 41.1834°N,1.44137°E ca:Al sud de l'estació 57 msnm        | bé d'interès cultural bé cultural d'interès nacional | Mas de Nin                | Modifica les dades a Wikidata |
|        | Masia del Virgili | Roda de Berà | masia            | Estat: ruïnós               | 41° 11′ 41″ N, 1° 28′ 29″ E / 41.194763953848°N,1.4748397431749°E                       |                                                      |                           | Modifica les dades a Wikidata |
|        | els Tres Molins   | Roda de Berà | masia            |                             | 41° 11′ 14″ N, 1° 27′ 00″ E / 41.1872951666751°N,1.44997376940169°E                     |                                                      |                           | Modifica les dades a Wikidata |

## molí d'aigua
| imatge | Nom                                     | Ubicat a     | instància de | Detalls                     | coordenades | Protecció                                  | Commons (més fotos) | Dades a WD                    |
| ------ | --------------------------------------- | ------------ | ------------ | --------------------------- | ----------- | ------------------------------------------ | ------------------- | ----------------------------- |
|        | Molí de Baix de la muntanya de Cucurull | Roda de Berà | molí d'aigua | Estil: arquitectura popular |             | bé integrant del patrimoni cultural català |                     | Modifica les dades a Wikidata |
|        | Molí de Dalt de la muntanya de Cucurull | Roda de Berà | molí d'aigua | Estil: arquitectura popular |             | bé integrant del patrimoni cultural català |                     | Modifica les dades a Wikidata |
|        | Molí de l'Abanà                         | Roda de Berà | molí d'aigua | Estil: arquitectura popular |             | bé integrant del patrimoni cultural català |                     | Modifica les dades a Wikidata |
|        | Molí del Mig de la muntanya de Cucurull | Roda de Berà | molí d'aigua | Estil: arquitectura popular |             | bé integrant del patrimoni cultural català |                     | Modifica les dades a Wikidata |

## nucli de població
| imatge | Nom                         | Ubicat a                  | instància de                                                              | Detalls | coordenades                                                                          | Protecció | Commons (més fotos)                  | Dades a WD                    |
| ------ | --------------------------- | ------------------------- | ------------------------------------------------------------------------- | ------- | ------------------------------------------------------------------------------------ | --------- | ------------------------------------ | ----------------------------- |
|        | Berà                        | Roda de Berà              | nucli de població                                                         |         | 41° 10′ 13″ N, 1° 28′ 06″ E / 41.170356465359°N,1.468253779475°E                     |           |                                      | Modifica les dades a Wikidata |
|        | Costa Daurada               | Roda de Berà              | nucli de població                                                         |         | 41° 10′ 44″ N, 1° 29′ 06″ E / 41.1789893429515°N,1.48510147925348°E                  |           |                                      | Modifica les dades a Wikidata |
|        | Polígon industrial l'Avenar | Roda de Berà              | nucli de població nucli d'entitat singular de població polígon industrial | 0 hab   | 41° 11′ 01″ N, 1° 26′ 49″ E / 41.1837167°N,1.4470027°E 50 msnm                       |           |                                      | Modifica les dades a Wikidata |
|        | el Mas Roig                 | Zona Costera Roda de Berà | nucli de població nucli d'entitat singular de població                    | 165 hab | 41° 10′ 46″ N, 1° 28′ 32″ E / 41.17943303°N,1.47564614°E 44 msnm                     |           |                                      | Modifica les dades a Wikidata |
|        | el Roc de Sant Gaietà       | Roda de Berà Zona Costera | nucli de població nucli d'entitat singular de població                    | 25 hab  | 41° 10′ 06″ N, 1° 28′ 52″ E / 41.168446°N,1.481022°E ca:El Roc de Sant Gaietà 8 msnm |           | El Roc de Sant Gaietà (Roda de Berà) | Modifica les dades a Wikidata |
|        | la Barquera                 | Roda de Berà Zona Costera | nucli de població nucli d'entitat singular de població                    | 226 hab | 41° 09′ 56″ N, 1° 27′ 10″ E / 41.165647057118°N,1.4528680204292°E 5 msnm             |           |                                      | Modifica les dades a Wikidata |
|        | la Masia del Virgili        | Roda de Berà              | nucli de població                                                         |         | 41° 11′ 09″ N, 1° 28′ 33″ E / 41.1857679410244°N,1.47591923944661°E                  |           |                                      | Modifica les dades a Wikidata |
|        | les Torres                  | Roda de Berà              | nucli de població nucli d'entitat singular de població                    | 92 hab  | 41° 10′ 47″ N, 1° 27′ 21″ E / 41.17980006°N,1.45584631°E 38 msnm                     |           |                                      | Modifica les dades a Wikidata |

## platja
| imatge | Nom                            | Ubicat a     | instància de                  | Detalls                | coordenades                                                           | Protecció | Commons (més fotos)          | Dades a WD                    |
| ------ | ------------------------------ | ------------ | ----------------------------- | ---------------------- | --------------------------------------------------------------------- | --------- | ---------------------------- | ----------------------------- |
|        | Platja Llarga                  | Roda de Berà | platja platja d'arena daurada | Llarg: 970m Ample: 30m | 41° 09′ 51″ N, 1° 27′ 41″ E / 41.164100000265°N,1.461300000034°E      |           | Platja Llarga (Roda de Berà) | Modifica les dades a Wikidata |
|        | cala de la Torrota             | Roda de Berà | platja                        |                        | 41° 10′ 05″ N, 1° 28′ 37″ E / 41.1679328635265°N,1.476952437439124°E  |           | Cala de la Torrota           | Modifica les dades a Wikidata |
|        | platja de la Costa Daurada     | Roda de Berà | platja platja urbana          | Llarg: 770m Ample: 66m | 41° 10′ 17″ N, 1° 29′ 22″ E / 41.17143944510871°N,1.489421924440645°E |           | Platja de Cal Guinovart      | Modifica les dades a Wikidata |
|        | platja de la Pallisseta        | Roda de Berà | platja platja urbana          | Llarg: 120m Ample: 85m | 41° 10′ 09″ N, 1° 28′ 57″ E / 41.169299999902°N,1.4824000004317°E     |           | Platja Pallisseta            | Modifica les dades a Wikidata |
|        | platja de la Punta d'en Guineu | Roda de Berà | platja platja urbana          | Llarg: 130m Ample: 15m | 41° 10′ 07″ N, 1° 28′ 46″ E / 41.16849999982°N,1.4794000001835°E      |           | Platja Punta d'en Guineu     | Modifica les dades a Wikidata |

## serra
| imatge | Nom          | Ubicat a                 | instància de | Detalls | coordenades                                                  | Protecció | Commons (més fotos) | Dades a WD                    |
| ------ | ------------ | ------------------------ | ------------ | ------- | ------------------------------------------------------------ | --------- | ------------------- | ----------------------------- |
|        | Serra Llarga | Roda de Berà el Vendrell | serra        |         | 41° 12′ 02″ N, 1° 28′ 41″ E / 41.2006°N,1.47805°E            |           |                     | Modifica les dades a Wikidata |
|        | l'Aguilera   | Creixell Roda de Berà    | serra        |         | 41° 11′ 34″ N, 1° 25′ 42″ E / 41.1927°N,1.42826°E 170.8 msnm |           |                     | Modifica les dades a Wikidata |

## Misc
| imatge | Nom                               | Ubicat a                       | instància de                                    | Detalls                                                          | coordenades | Protecció                                                                                        | Commons (més fotos)              | Dades a WD                    |
| ------ | --------------------------------- | ------------------------------ | ----------------------------------------------- | ---------------------------------------------------------------- | --- | ------------------------------------------------------------------------------------------------ | -------------------------------- | ----------------------------- |
|        | Arc de Berà                       | Roda de Berà                   | arc de triomf jaciment arqueològic              | Superfície: 0.01ha Anomenat per: Berà                            | 41° 10′ 24″ N, 1° 28′ 09″ E / 41.173301°N,1.469115°E ca:Carretera N-340 km 1183                                                     | bé d'interès cultural lloc component de Patrimoni de la Humanitat bé cultural d'interès nacional | Arc de Berà                      | Modifica les dades a Wikidata |
|        | Merymar                           | Roda de Berà                   | nucli d'entitat singular de població            | 25 hab                                                           | 41° 10′ 46″ N, 1° 27′ 08″ E / 41.1794973795126°N,1.45218444513846°E 36 msnm                                                         |                                                                                                  |                                  | Modifica les dades a Wikidata |
|        | Port de Roda de Berà              | Roda de Berà                   | port esportiu                                   |                                                                  | 41° 10′ 07″ N, 1° 29′ 08″ E / 41.16851894150061°N,1.485684282866206°E                                                               |                                                                                                  | Port de Roda de Berà             | Modifica les dades a Wikidata |
|        | Pujol de la Morella               | Roda de Berà                   | muntanya                                        |                                                                  | 41° 11′ 38″ N, 1° 27′ 15″ E / 41.193809°N,1.454203°E 168 msnm                                                                       |                                                                                                  | Pujol de la Morella              | Modifica les dades a Wikidata |
|        | Punta Paloma                      | Roda de Berà                   | península                                       |                                                                  | 41° 10′ 00″ N, 1° 29′ 00″ E / 41.16667°N,1.48333°E                                                                                  |                                                                                                  |                                  | Modifica les dades a Wikidata |
|        | Torre del Cucurull                | Roda de Berà                   | torre de sentinella                             | Estil: arquitectura popular 10th century                         | 41° 11′ 41″ N, 1° 26′ 40″ E / 41.194722222222225°N,1.4444444444444444°E ca:Carretera a Bonastre. Muntanya dels Molins. 156 msnm     | bé d'interès cultural bé cultural d'interès nacional                                             | Torre del Cucurull               | Modifica les dades a Wikidata |
|        | Vista al Mar                      | Roda de Berà                   | vèrtex geodèsic                                 | Alt: 1.2m                                                        | 41° 10′ 42″ N, 1° 28′ 34″ E / 41.17829°N,1.476185°E 56.031 msnm                                                                     |                                                                                                  |                                  | Modifica les dades a Wikidata |
|        | avenc del Merla                   | Roda de Berà                   | avenc                                           |                                                                  | 41° 12′ 01″ N, 1° 28′ 37″ E / 41.2002371193053°N,1.47683577551004°E                                                                 |                                                                                                  |                                  | Modifica les dades a Wikidata |
|        | casa consistorial de Roda de Berà | Roda de Berà                   | casa consistorial                               |                                                                  | 41° 11′ 09″ N, 1° 27′ 25″ E / 41.18595629434737°N,1.4568120616704148°E                                                              |                                                                                                  | Town hall of Roda de Berà        | Modifica les dades a Wikidata |
|        | castell de Berà                   | Roda de Berà                   | castell                                         |                                                                  | 41° 10′ 01″ N, 1° 28′ 22″ E / 41.166841°N,1.472905°E ca:Plaça de l'Ermita 17 msnm                                                   | bé d'interès cultural bé cultural d'interès nacional                                             | Castell de Berà                  | Modifica les dades a Wikidata |
|        | centre cívic de la Roca Foradada  | Roda de Berà                   | edifici                                         | 1970                                                             | 41° 10′ 06″ N, 1° 28′ 51″ E / 41.1684°N,1.48084°E ca:Roc de Sant Gaietà 9 msnm                                                      | bé cultural d'interès local                                                                      | Centre cívic de la Roca Foradada | Modifica les dades a Wikidata |
|        | mar Mediterrània                  |                                | mar interior mar mediterrani conca hidrogràfica | Superfície: 2500000km² Profunditat: 5267 1541m Volum: 3839000km³ | 38° N, 17° E / 38°N,17°E 0 msnm |                                                                                                  | Mediterranean Sea                | Modifica les dades a Wikidata |
|        | torrent de l'Aguilera             | Bonastre Roda de Berà Creixell | curs d'aigua                                    | Desemboca: mar Mediterrània Llarg: 12km Conca: 31.6km²           | 41° 14′ 10″ N, 1° 26′ 02″ E / 41.236222222222224°N,1.43375°E 41° 09′ 39″ N, 1° 27′ 17″ E / 41.16088888888889°N,1.4546666666666668°E |                                                                                                  | Torrent de l'Aguilera            | Modifica les dades a Wikidata |